# Šatura
Šatura (rusky Шату́ра) je město v Moskevské oblasti v Ruské federaci. Při sčítání lidu v roce 2010 měla přes dvaatřicet tisíc obyvatel.

## Poloha
Šatura leží v Meščorské nížině přibližně 124 kilometrů východně od Moskvy.

## Dějiny
Od počátku 20. století se v Šatuře průmyslově těžila rašelina, která mimo jiné sloužila jako palivo Šaturské elektrárny, jedné z nejstarších ruských elektráren.